# Джордж Лот
Джордж Лот (англ. George Lott; 16 жовтня 1906 — 2 грудня 1991) — колишній американський тенісист.
Найвищу одиночну позицію світового рейтингу — 4 місце досяг 1931 року (за даними Züricher Sport).
Перемагав на турнірах Великого шолома в парному та змішаному парному розрядах.
Завершив кар'єру 1946 року.

## Фінали турнірів Великого шолома

### Одиночний розряд (1 поразка)
| Результат | Рік  | Турнір        | Покриття | Суперник      | Рахунок            |
| --------- | ---- | ------------- | -------- | ------------- | ------------------ |
| Поразка   | 1931 | Чемпіонат США | Трава    | Елсворт Вайнс | 9–7, 3–6, 7–9, 5–7 |

### Парний розряд (8–1)
| Результат | Рік  | Турнір               | Покриття | Партнер          | Суперники                       | Рахунок                   |
| --------- | ---- | -------------------- | -------- | ---------------- | ------------------------------- | ------------------------- |
| Перемога  | 1928 | Чемпіонат США        | Трава    | Джон Ф. Геннессі | Джералд Паттерсон Джон Гоукс    | 6–2, 6–1, 6–2             |
| Перемога  | 1929 | Чемпіонат США        | Трава    | Джон Доуґ        | Берклі Белл Льюїс Вайт          | 10–8, 16–14, 6–1          |
| Поразка   | 1930 | Вімблдонський турнір | Трава    | Джон Доуґ        | Джон Ван Рин Вілмер Еллісон     | 3–6, 3–6, 2–6             |
| Перемога  | 1930 | Чемпіонат США        | Трава    | Джон Доуґ        | Джон Ван Рин Вілмер Еллісон     | 8–6, 6–3, 4–6, 13–15, 6–4 |
| Перемога  | 1931 | Чемпіонат Франції    | Ґрунт    | Джон Ван Рин     | Вернон Кербі Норман Фаркухарсон | 6–4, 6–3, 6–4             |
| Перемога  | 1931 | Вімблдонський турнір | Трава    | Джон Ван Рин     | Жак Брюньйон Анрі Коше          | 6–2, 10–8, 9–11, 3–6, 6–3 |
| Перемога  | 1933 | Чемпіонат США        | Трава    | Лестер Стоуфен   | Френк Шилдс Френк Паркер        | 11–13, 9–7, 9–7, 6–3      |
| Перемога  | 1934 | Вімблдонський турнір | Трава    | Лестер Стоуфен   | Жан Боротра Жак Брюньйон        | 6–2, 6–3, 6–4             |
| Перемога  | 1934 | Чемпіонат США        | Трава    | Лестер Стоуфен   | Вілмер Еллісон Джон Ван Рин     | 6–4, 9–7, 3–6, 6–4        |

### Мікст (4–1)
| Результат | Рік  | Турнір               | Покриття | Партнер            | Суперники                         | Рахунок         |
| --------- | ---- | -------------------- | -------- | ------------------ | --------------------------------- | --------------- |
| Перемога  | 1929 | Чемпіонат США        | Трава    | Бетті Натголл      | Філліс Ковелл Банні Остін         | 6–3, 6–3        |
| Перемога  | 1931 | Вімблдонський турнір | Трава    | Енн Макк'юн Гарпер | Джоан Рідлі Ієн Коллінз           | 6–3, 1–6, 6–1   |
| Перемога  | 1931 | Чемпіонат США        | Трава    | Бетті Натголл      | Енн Макк'юн Гарпер Вілмер Еллісон | 6–3, 6–3        |
| Поразка   | 1933 | Чемпіонат США        | Трава    | Сара Палфрі-Кук    | Елізабет Раян Елсворт Вайнс       | 9–11, 1–6       |
| Перемога  | 1934 | Чемпіонат США        | Трава    | Гелен Джейкобс     | Елізабет Раян Лестер Стоуфен      | 4–6, 13–11, 6–2 |